# Monastir (Italie)
Pour les articles homonymes, voir Monastir (homonymie).
Monastir, Muristenis en langue sarde, est une commune italienne d'environ 4 600 habitants, située dans la province du Sud-Sardaigne, dans la région Sardaigne en Italie. Elle portait autrefois le nom de Moristeni (Moristène en français), au moins jusqu'au milieu du XIXe siècle.

## Histoire
Au Néolithique, ce village de la civilisation d'Ozieri est constitué de huttes qui se regroupent de façon plutôt désordonnée sans aucune référence à l'urbanisme. Les structures sont principalement faites de matériaux périssables, en effet, quasiment aucun mur n'a été conservé : certaines huttes pouvaient avoir une modeste plinthe en pierre, mais la plupart étaient entièrement construites avec des troncs et branches et avec un toit de chaume. Ce qui reste aujourd'hui ne sont que des zones sombres dans le sol - les soi-disant "fonds de huttes" - de forme circulaire, ovale ou à tendance quadrangulaire, avec les vestiges produits par la fréquentation de l'homme : terre riche en terreau, cendres, fragments de céramique, objets d'usage quotidien. Le type de hutte circulaires à toit conique est le plus répandu dans les villages du Campidano dont San Gemiliano-Sestu et Monte Olladiri-Monastir.

## Administration
| Période                                  | Période | Identité | Étiquette | Qualité |
| ---------------------------------------- | ------- | -------- | --------- | ------- |
|                                          |         |          |           |         |
| Les données manquantes sont à compléter. |         |          |           |         |

### Communes limitrophes
Nuraminis, San Sperate, Serdiana, Sestu, Ussana, Villasor